# Šavej Šomron
Šavej Šomron (hebrejsky שָׁבֵי שׁוֹמְרוֹן, doslova „Ti, kteří se navracejí do Samařska“, v oficiálním přepisu do angličtiny Shave Shomeron, přepisováno též Shavei Shomron nebo Shave Shomron) je izraelská osada a vesnice typu společná osada (jišuv kehilati) na Západním břehu Jordánu v distriktu Judea a Samaří a v Oblastní radě Šomron.

## Geografie
Nachází se v nadmořské výšce 350 metrů na severozápadním okraji hornatiny Samařska, cca 8 kilometrů severozápadně od města Nábulus, cca 55 kilometrů severoseverozápadně od historického jádra Jeruzalému a cca 43 kilometrů severovýchodně od centra Tel Avivu. Jihozápadně od obce terén spadá do údolí vádí Nachal Šechem.
Vesnice je na dopravní síť Západního břehu Jordánu napojena pomocí dálnice číslo 60, která směřuje severojižním směrem napříč celým centrálním Samařskem, a dále pomocí silnice číslo 55, která z ní odbočuje do nedalekého koridoru izraelských sídel na západním okraji Samařska (například Kedumim).
Šavej Šomron je izolovanou izraelskou osadou, která sice leží jen necelých 5 kilometrů severně od nejbližší lidnaté izraelské osady Kedumim, ale jinak je obklopena lidnatými palestinskými sídly, zejména aglomerací Nábulusu. 5 kilometrů na severozápadě pak leží ještě menší izraelská osada Ejnav.

## Dějiny
Vesnice byla založena roku 1977. 2. října 1977 rozhodla izraelská vláda , že povolí skupině nacionalistických aktivistů okolo hnutí Guš Emunim, aby se usadili na některých základnách izraelské armády. První taková skupina měla být umístěna na vojenské základně Šomron (Samaří). Ještě v roce 1977 tak byla založena budoucí osada Šavej Šomron. Pracovně se tato lokalita označovala Dir Saraf (podle sousední palestinské vesnice Dejr Šaraf), později Machane Šomron a také Ša'ar Šomron. První skupina osadníků sestávala ze sedmnácti rodin, které se sem přistěhovaly z Netanje. Později došlo ke zřízení ryze civilní osady a armádní základna se přesunula do Negevské pouště na jihu Izraele.
Podrobný územní plán nové obce předpokládal potenciál ke zbudování cca 225 bytových jednotek (z nichž zatím byly realizovány cca dvě třetiny). Západně od současné obce zůstaly zachovány některé vojenské areály. V obci fungují předškolní zařízení, náboženská základní škola, ješiva a náboženský seminář pro dívky (midraša). Ješivu založil v místech bývalé vojenské základny v roce 1999 rabín Jehošua Schmidt. V obci také působí velký ulpan, tedy školící středisko, kde se noví přistěhovalci do Izraele učí hebrejsky.
Počátkem 21. století nebyla obec Šavej Šomron zahrnuta do Izraelské bezpečnostní bariéry. Ta byla zbudována mnohem blíže k Zelené linii a ani její plánovaný výběžek směrem k městu Ariel sem nemá zasahovat. V roce 2006 ovšem Nejvyšší soud Státu Izrael rozhodl, že obec Šavej Šomron si může postavit vlastní bezpečnostní plot a že stížnost, kterou na tyto plány podali zástupci některých místních Palestinců, je neodůvodněná. Budoucí existence vesnice závisí na parametrech případné mírové smlouvy mezi Izraelem a Palestinci.
Během druhé intifády se okolí obce stalo terčem palestinských teroristů. 18. června 2001 byl na silnici mezi Šavej Šomron a bývalou izraelskou osadou Chomeš zastřelen jeden muž. K útoku se přihlásilo hnutí Fatah. Ještě 19. listopadu 2007 (tedy po skončení druhé intifády) byl jeden obyvatel Šavej Šomron zabit poblíž nedaleké osady Kedumim. K útoku se přihlásily Brigády mučedníků Al-Aksá.

## Demografie
Obyvatelstvo Šavej Šomron je v databázi osadnické organizace Ješa popisováno jako nábožensky založené. Podle údajů z roku 2014 tvořili naprostou většinu obyvatel Židé (včetně statistické kategorie "ostatní", která zahrnuje nearabské obyvatele židovského původu ale bez formální příslušnosti k židovskému náboženství).
Jde o menší obec vesnického typu. Po začátku druhé intifády počet obyvatel v Šavej Šomron výrazně poklesl. V roce 2005 navíc došlo k realizaci jednostranného stažení izraelské armády i izraelských osadníků z několika izolovaných obcí v severním Samařsku, čímž se v tomto regionu dále oslabila demografická i bezpečnostní pozice izraelských osadníků. Pouze zprovoznění zdejší ješivy roku 1999 a z toho plynoucí oživení kulturního a náboženského života prý vesnici uchránilo před výraznějším vylidňováním. K 31. prosinci 2014 zde žilo 863 lidí. Během roku 2014 populace stoupla o 10,1 %. Počet obyvatel se podle plánů vedení obce má výhledově zvýšit ze současných 120 rodin na 400 rodin.
| Rok            | 1982 | 1985 | 1986 | 1987 | 1988 | 1989 | 1990 | 1991 | 1992 | 1993 | 1994 | 1995 | 1996 | 1997 | 1998 | 1999 | 2000 |
| -------------- | ---- | ---- | ---- | ---- | ---- | ---- | ---- | ---- | ---- | ---- | ---- | ---- | ---- | ---- | ---- | ---- | ---- |
| Počet obyvatel | 220  | 341  | 361  | 385  | 402  | 419  | 476  | 536  | 559  | 613  | 606  | 619  | 574  | 592  | 592  | 569  | 573  |

| Rok            | 2001 | 2002 | 2003 | 2004 | 2005 | 2006 | 2007 | 2008 | 2009 | 2010 | 2011 | 2012 | 2013 | 2014 |
| -------------- | ---- | ---- | ---- | ---- | ---- | ---- | ---- | ---- | ---- | ---- | ---- | ---- | ---- | ---- |
| Počet obyvatel | 525  | 563  | 604  | 539  | 606  | 631  | 650  | 692  | 712  | 687  | 726  | 745  | 784  | 863  |